# Paris-Roubaix 1951
Paris-Roubaix 1951 a fost a 49-a ediție a Paris-Roubaix, o cursă clasică de ciclism de o zi din Franța. Evenimentul a avut loc pe 8 aprilie 1951 și s-a desfășurat pe o distanță de 247 de kilometri de la Paris până la velodromul din Roubaix. Câștigătorul a fost Antonio Bevilacqua din Italia.

## Rezultate
| Loc | Ciclist                   | Timp       |
| --- | ------------------------- | ---------- |
| 1   | Antonio Bevilacqua (ITA)  | 6h 07' 14" |
| 2   | Louison Bobet (FRA)       | +1' 32"    |
| 3   | Rik Van Steenbergen (BEL) | +1' 32"    |
| 4   | André Declerck (BEL)      | +2' 05"    |
| 5   | Jean Guéguen (FRA)        | +2' 20"    |
| 6   | Raymond Impanis (BEL)     | +2' 20"    |
| 7   | Bernard Gauthier (FRA)    | +2' 20"    |
| 8   | Lionel Van Brabant (BEL)  | +2' 20"    |
| 9   | Maurice Diot (FRA)        | +2' 59"    |
| 10  | Ferdinand Kübler (SUI)    | +2' 59"    |